# Terra Indígena Badjonkore
A Terra Indígena Badjonkore é uma terra indígena localizada no estado brasileiro do Pará. Regularizada e tradicionalmente ocupada, tem uma área de 221 982 hectares e uma população de 230 pessoas, do povo Kayapó.